# ボアズ・クレーメル
ボアズ・クレーメル（Boaz Kramer、ヘブライ語: בועז קרמר、1978年1月12日 - ）は、イスラエルの車いすテニス選手。左腕と両足が麻痺した状態で生まれた。6歳のときにイスラエル障害者スポーツセンターで車いすテニスを始め、車いすバスケットボールの経験も持つ。また、スポーツの傍ら医学博士を目指して医学をテルアビブ大学で勉強していた。
2008年には北京パラリンピックのイスラエル代表の車いすテニス選手としてイスラエルのパラリンピック委員会によってダブルスのペアのシュラガ・ワインバーグと共に選ばれた。シングルスでは1回戦でアメリカ合衆国のニコラス・テイラーに敗れた が、ダブルスではシュラガ・ワインバーグと共に決勝でアメリカ合衆国のニコラス・テイラーとデビッド・ワグナーに敗れたものの2位で銀メダルを獲得した。
現在、彼は結婚しており、科学分野の翻訳サービスの企業を運営している。